# Quarantena (film)
Quarantena è un film horror del 2008 diretto da John Erick Dowdle, remake statunitense della pellicola spagnola del 2007 Rec.
Il film è uscito nelle sale italiane il 30 gennaio 2009.
Nel 2011 è stato girato un sequel, Quarantena 2, il quale tuttavia non è un remake di Rec 2, né un suo seguito, in quanto prende una strada propria discostandosi completamente dalla serie spagnola.

## Trama
A Los Angeles, Angela Vidal è una giovane reporter alla ricerca di scoop per il suo prodigioso programma televisivo Turno di Notte. Una notte decide di intervistare l'intera unità dei vigili del fuoco di Los Angeles. Dopo un po' di interviste suona l'allarme e, insieme ad un gruppo di pompieri, si reca sul posto: un palazzo al centro di Los Angeles. Al palazzo i pompieri trovano molti inquilini spaventati e allarmati al pianterreno, insieme a dei poliziotti. I condomini spiegano di aver chiamato per via di alcune terrificanti urla provenienti dall'appartamento di un'anziana, la signora Espinosa. Una volta entrati nell'appartamento, l'anziana si scaraventa su un poliziotto mordendolo al collo.
La corsa verso l'ospedale viene tuttavia immediatamente interrotta nell'atrio, dove il portone d'ingresso risulta barricato dall'esterno dalla polizia, che non lascerà uscire nessuno prima dell'arrivo di un ufficiale sanitario. Il gruppo tenta un'altra via di fuga, ma viene interrotto dall'improvvisa caduta dalla tromba delle scale di Fletcher, il pompiere che era rimasto nell'appartamento della signora Espinosa, nel tentativo di calmarla.
Tutte le uscite dell'edificio risultano barricate. Durante l'attesa forzata dell'arrivo di un ufficiale sanitario, Angela intervista una bambina di nome Brianna che le racconta di vivere coi genitori e il suo cane Max, che era dal veterinario a causa di una malattia. Intanto arriva l'ufficiale sanitario che si dirige subito dai feriti per verificare se siano stati infettati dalla rabbia]. Improvvisamente uno dei feriti morde un membro dell'équipe medica, l'altro riesce a fuggire e impedisce l'uscita dalla stanza del condomino che stava assistendo all'analisi, convinto che sia stato morso. L'ufficiale svela quindi agli inquilini che il giorno precedente, in un centro veterinario, un cane ha manifestato i sintomi tipici della rabbia. I documenti sull'identità del cane hanno permesso di risalire al palazzo in cui vive. Si tratta infatti di Max, il cane di Brianna.
Presto la situazione degenera del tutto. Nella disperata via di fuga dai condomini infetti che continuano ad aumentare ogni volta che qualcuno viene morso, Angela e Scott riescono a raggiungere l'attico. Qui trovano un vero e proprio laboratorio, pieno di gabbie con dentro cavie, e pile di documenti che parlano di una malattia estremamente pericolosa. Vengono attaccati da un contagiato che era intrappolato nel sottotetto. La colluttazione provoca il danneggiamento della luce delle telecamera di Scott, costringendo i due a usare la visione notturna. Scott viene attaccato e perde la vita. La videocamera cade a terra. Angela la raccoglie, e col visore notturno scorge l'inquietante figura che sta divorando il cadavere di Scott. La reporter non riesce a trattenere un urlo, e viene a sua volta attaccata, e cade insieme alla telecamera. Nell'inquadratura finale Angela, sdraiata a terra, si avvicina lentamente alla telecamera, finché non viene afferrata per le gambe e trascinata nell'oscurità.